# 斯科特·伍顿
史葛·占士·胡頓（英語：Scott James Wootton，1991年9月12日—），英格蘭足球運動員，司職中堅，現效力於澳洲職業足球聯賽球會威靈頓鳳凰。

## 生平

### 球會
胡頓在燦美爾優材中心（Tranmere Rovers Centre of Excellence）開始接受正規足球訓練，於13歲時轉投利物浦，以14歲之齡代表利物浦U18青年隊。但不滿時任領隊拉法埃尔·贝尼特斯引進大量海外青年球員阻礙本土球員的進步空間，他於16歲時拒絕利物浦提供的獎學金，並於2007年投效曼聯。胡頓隨即晉身曼聯U18青年隊，並於2009/10年球季獲委為隊長，更於翌季被提升上預備隊，在上半季擔任常規正選。
2010年9月30日胡頓獲借用到出身的母會位處英甲的燦美爾，為期1個月。他於10月2日主場對白禮頓首度披甲上陣，於完場前頂入由隊友克雷斯威尔（Aaron Cresswell）主射的自由球，扳平比數1-1，但這個入球其後被判由克雷斯威尔直接射入，於上陣5場後結束借用返回曼聯。11月25日胡頓與燦美爾再續未了緣，效力至翌年1月，於12月11日重披燦美爾戰衣主場出戰奧連特，胡頓再次將克雷斯威尔的罰球轉變成入球，正式成為其名下的處子入球，但球隊仍以1-2落敗。兩段借用合共在聯賽上陣7場，並在盃賽上陣2場，取得1個入球。
2011年5月胡頓首次披上曼聯一隊戰衣，參加加利·尼維利的告別賽，在85分鐘替補主人翁上陣。7月1日胡頓聯同隊友端尼基夫一同以借用身份加盟由領隊費格遜的兒子达伦·弗格森執教的英冠球會彼德堡，為期6個月。8月9日在英格蘭聯賽盃第一圈作客對史提芬納治，胡頓於下半場替補端尼基夫首次代表彼德堡上陣，最終經過加時賽才以4-3僅勝淘汰對手。8月14日作客對黑池的聯賽，胡頓正選上陣，但以1-2落敗而回。於上陣8場後，因膝蓋受傷而被送回曼聯治理。2012年1月31日胡頓再被借用到另一支英冠球隊諾定咸森林直升球季結束。
2013年8月21日，英冠球會列斯聯從曼聯購入胡頓，轉會費金額沒有透露，合約為期三年。
2014年11月27日，23歲的胡頓被列斯聯外借到另一英冠球會罗瑟汉姆联至2015年1月10日。

### 國家隊
胡頓曾代表英格蘭U17參加2007年「北歐國際青年足球邀請賽」（Nordic International Youth Tournament）。

## 外部連結
- 足球数据库：史葛·胡頓的球员统计数据
- 曼聯官網簡歷 （页面存档备份，存于）